# Da Boom Crew
A Da Boom Crew egy amerikai-kanadai animációs sorozat. Bruce W. Smith, John Patrick White és Stiles White készítették. 1 évadot élt meg 13 epizóddal. Magyarországon soha nem vetítették. Amerikában az Kids WB vetítette 2004. szeptember 11-től 2005 ig. 30 perces (fél órás) egy epizód. A kritikusok és a közönség nagy részének nem tetszett a sorozat, a cselekmény és az animáció miatt.

## Epizódlista
- Droppin' Da Bomb
- Statue of Limitations
- Junk Planet
- Frogday Afternoon
- Wanted!
- Boom vs. Doom
- Planet of Lost Lives
- Baby Boom
- Ice Ice Planet
- The Crimson Raider
- The Legendary Meemawzaza
- The Hour of the Clipse: Part 1
- The Hour of the Clipse: Part 2